# Muzeum Prasy Śląskiej w Pszczynie
Muzeum Prasy Śląskiej im. Wojciecha Korfantego w Pszczynie – muzeum założone w 1985 roku z inicjatywy Towarzystwa Miłośników Ziemi Pszczyńskiej, znajdujące się w Pszczynie przy ulicy Piastowskiej 26 w kamienicy z przełomu XVIII i XIX wieku.

## Historia
Budynek, w którym mieści się muzeum, powstał na przełomie XVIII i XIX wieku poza murami miasta. Ostatnim właścicielem przed II wojną światową był Żyd Moritz, który prowadził tu zakład mięsny. Zniszczoną kamienicę przed wyburzeniem uratował pierwszy kustosz i dyrektor muzeum Aleksander Spyra oraz członkowie Towarzystwa Miłośników Ziemi Pszczyńskiej.
Muzeum zostało otwarte 5 lipca 1985 roku w 140. rocznicę wydania pierwszej polskiej gazety na Górnym Śląsku – „Tygodnika Polskiego Poświęconego Włościanom”, wydawanego w Pszczynie w latach 1845—1846. Autorami scenariusza ekspozycji byli Józef Mądry i Aleksander Spyra. Do 1995 roku muzeum było zarządzane przez działaczy Miłośników Ziemi Pszczyńskiej. 7 września 1990 roku nadano muzeum imię Wojciecha Korfantego. W 1995 roku obiekt z wyposażeniem przeszedł na własność gminy. W 2001 roku, uchwałą Rady Miejskiej w Pszczynie, opiekę nad muzeum ponownie objęło Towarzystwo Miłośników Ziemi Pszczyńskiej. Od 19 października 2006 roku Muzeum Prasy Śląskiej im. Wojciecha Korfantego w Pszczynie znajduje się na trasie Szlaku Zabytków Techniki Województwa Śląskiego. W maju 2017 roku zakończył się kolejny, trwający pół roku remont siedziby muzeum. Sfinansowany przez urząd gminy objął: konserwację konstrukcji dachu, wymianę podłóg, stolarki okiennej i modernizację centralnego ogrzewania. Zmieniono również układ ekspozycji.

## Zbiory
W muzeum zgromadzono eksponaty obrazujące dawną technikę drukarską, takie jak: maszyny drukarskie, urządzenia introligatorskie oraz linotyp. W muzeum znajdują się gazety wydawane przez Wojciecha Korfantego, Stanisława Ligonia i Karola Miarkę.

## Izba u Telemanna
Na piętrze znajduje się sala nazywana Izbą u Telemanna. Jej nazwa pochodzi od nazwiska Georga Philippa Telemanna i ma upamiętnić pobyt kompozytora w latach 1705–1709 na dworze książąt pszczyńskich. W sali nie tylko są zgromadzone instrumenty muzyczne z terenu Górnego Śląska, ale pełni ona również rolę sali koncertowej. Jednym z najcenniejszych eksponatów są organy pozytyw z drewnianego kościółka św. Jadwigi w Pszczynie. Izba powstała w 1977 roku i mieściła się przy ul. Ratuszowej 1. W 1996 roku została przeniesiona do Muzeum Prasy Śląskiej i tam mieści się do dzisiaj. Może pomieścić 40 osób, odbywały się tu od 1997 roku Dialogi Poezji i Muzyki – Plesna Civitas (Miasto Pszczyna), które w 2007 roku przemianowano na Wielkopostne Dialogi Poezji i Muzyki – Plesna Civitas.

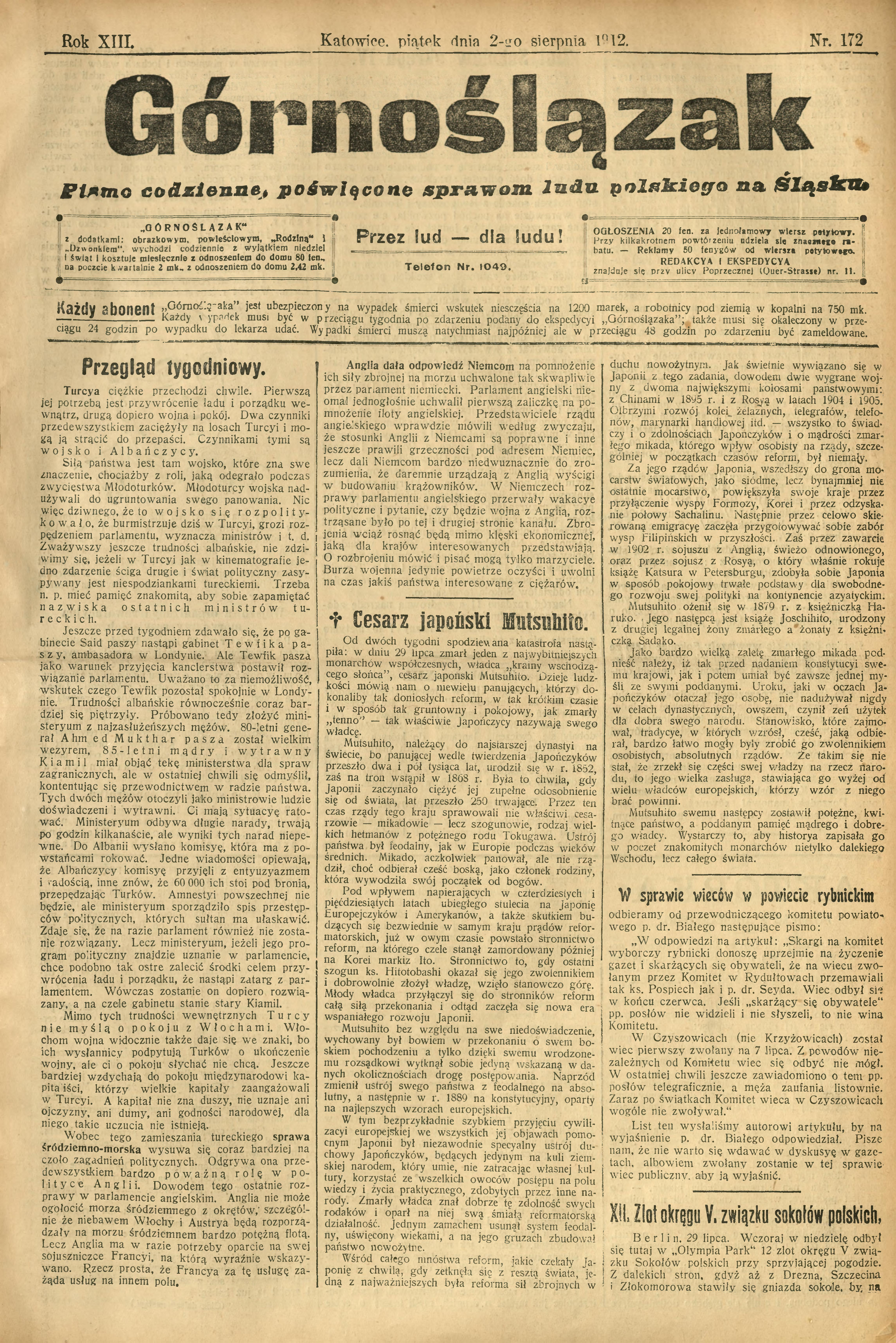
Górnoślązak wydawany w latach 1901-1933 przez Wojciecha Korfantego
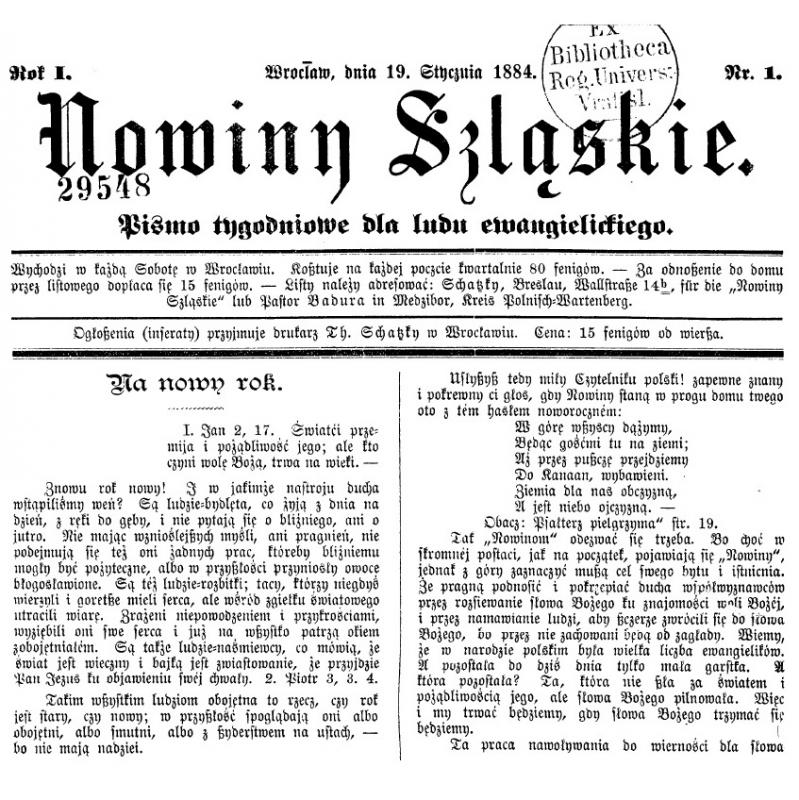
Nowiny Szląskie Jerzego Badury wydawane we Wrocławiu w latach 1884-1888
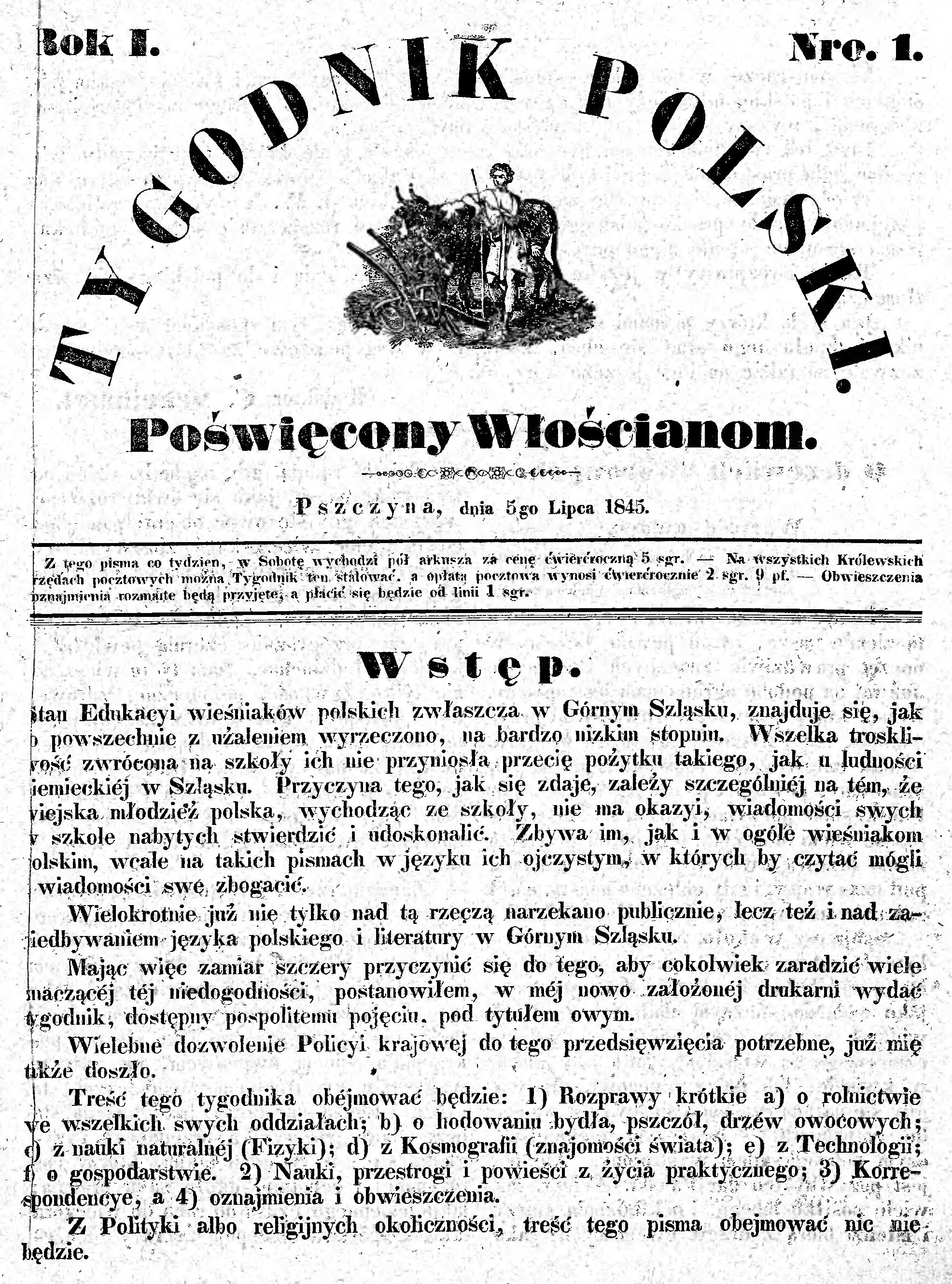
Tygodnik Polski Poświęcony Włościanom numer 1 z roku 1845

## Tablica pamiątkowa
3 lutego 2007 roku nastąpiło odsłonięcie na ścianie muzeum tablicy pamiątkowej, upamiętniającej „Tygodnik Polski Poświęcony Włościanom”. Została ona tu przeniesiona z budynku, w którym znajdowała się kiedyś drukarnia Lokayów. Zawieszona w 1985 roku, w 2006 roku została zdjęta, ponieważ właściciel kamienicy podjął decyzję o jej usunięciu z powodu remontu. Wykonana z brązu tablica została ufundowana przez Towarzystwo Miłośników Ziemi Pszczyńskiej.

## Oficyna Drukarska
Oficynę Drukarską założył w 1982 roku Aleksander Spyra jako drukarnię przymuzealną, działającą w budynku muzeum. Od 2005 roku prowadzi ją jego syn Zdzisław. Początkowo wykonywano druki, korzystając z maszyn i ręcznego składu. Wydawano w ten sposób lokalne gazety m.in. „Głos Pszczyński”, od 1990 roku „Pszczyński Niezależny Orędownik Kulturalny", a także wydawnictwa Biblioteki Śląskiej i Uniwersytetu Śląskiego. Z czasem zakupiono maszyny offsetowe.